# Palazzo del Tonchino
Il Palazzo del Tonchino (in francese: Palais du Tonkin, vietnamita: Bắc Bộ Phủ), anche noto come la Casa degli ospiti di Stato (vietnamita: Nhà khách Chính phủ) è un edificio storico del quartiere Hoàn Kiếm di Hanoi in Vietnam. Esso era originariamente il Palazzo residenziale del governatore del Tonchino (francese: Le Palais du Résident Supérieur du Tonkin, vietnamita: Dinh Toàn Quyền Bắc Kỳ), costruito tra il 1918 ed il 1919 durante la dominazione francese. Il palazzo divenne in seguito noto con il nome di Palazzo del Tonchino, quando il Viet Minh s'impossessò del Vietnam settentrionale. L'edificio è un perfetto esempio d'architettura coloniale francese d'Indocina.

## Storia
Il palazzo venne edificato da Auguste Henri Vildieu tra il 1918 ed il 1919 per ospitare il governatore francese del Tonchino. L'edificio fu il luogo in cui il Viet Minh s'impossessò del Vietnam settentrionale in seguito alla rivoluzione d'agosto del 1945. Al giorno d'oggi il palazzo è utilizzato come casa degli ospiti di Stato da parte del governo vietnamita.